# Roxane Fournier
Roxane Fournier (Soisy-sous-Montmorency, 7 novembre 1991) è un'ex ciclista su strada e pistard francese, attiva tra le Elite dal 2010 al 2024.

## Palmarès

### Strada
- 2009 (Juniores)

3ª tappa Omloop van Borsele Junior ('s-Heerenhoek > 's-Heerenhoek)
- 2012 (BigMat-Auber 93, una vittoria)

3ª tappa Tour de Bretagne Féminin (La Chapelle-Bouëxic > Guignen)
- 2013 (BigMat-Auber 93, una vittoria)

4ª tappa Tour de Bretagne Féminin (Crozon > Poullan-sur-Mer)
- 2014 (Poitou-Charentes.Futuroscope.86, una vittoria)

1ª tappa Trophée d'Or féminin (Saint-Amand-Montrond > Graçay)
- 2015 (Poitou-Charentes.Futuroscope.86, tre vittorie)

Grand Prix de Dottignies
3ª tappa Tour of Chongming Island (Chongming > Chongming)
1ª tappa Tour Cycliste Féminin International de l'Ardèche (La Voulte-sur-Rhône > Beauchastel)
- 2016 (Poitou-Charentes.Futuroscope.86, tre vittorie)

3ª tappa Tour of Zhoushan Island (Zhoushan > Zhoushan)
2ª tappa Route de France féminine (Breuillet > Saint-Benoît-sur-Loire)
7ª tappa Route de France féminine (Lutterbach > Guebwiller)

### Pista
- 2009 (Juniores)

Campionati francesi, Inseguimento individuale Junior
- 2013

Campionati francesi, Velocità a squadre (con Sandie Clair)
- 2014

Campionati francesi, Inseguimento a squadre (con Pascale Jeuland e Fiona Dutriaux)
- 2015

Campionati francesi, Inseguimento a squadre (con Aude Biannic e Pascale Jeuland)
- 2016

Campionati francesi, Inseguimento a squadre (con Coralie Demay, Eugénie Duval e Pascale Jeuland)
Campionati francesi, Scratch

## Piazzamenti

### Grandi Giri
- Giro d'Italia

2016: 96ª
2017: non partita (8ª tappa)
2018: non partita (7ª tappa)
- Vuelta a España

2023: non partita (5ª tappa)

### Competizioni mondiali
- Campionati del mondo su strada

Richmond 2015 - In linea Elite: ritirata
Doha 2016 - In linea Elite: 6ª
Bergen 2017 - Cronosquadre: 6ª
Fiandre 2021 - In linea Elite: 109ª
- Campionati del mondo su pista

Hong Kong 2017 - Scratch: 10ª
Hong Kong 2017 - Omnium: 10ª

### Competizioni continentali
- Campionati europei su strada

Hooglede 2009 - In linea Junior: 4ª
Ankara 2010 - In linea Under-23: 35ª
Goes 2012 - In linea Under-23: 5ª
Herning 2017 - In linea Elite: 4ª
Alkmaar 2019 - In linea Elite: 14ª
Plouay 2020 - In linea Elite: ritirata
- Campionati europei su pista

Minsk 2009 - Inseguimento a squadre Junior: 4ª
Minsk 2009 - Corsa a punti Junior: 14ª
Minsk 2009 - Scratch Junior: 3ª
Baie-Mahault 2014 - Inseguimento a squadre: 5ª
Grenchen 2015 - Inseguimento a squadre: 7ª
Grenchen 2015 - Scratch: 3ª
St. Quentin-en-Yv. 2016 - Inseguimento a squadre: 4ª
St. Quentin-en-Yvelines 2016 - Omnium: 7ª
- Giochi europei

Minsk 2019 - In linea: 12ª
Minsk 2019 - Cronometro: 22ª